# Dubnium
Dubnium (opkaldt efter den russiske by Dubna), også kaldet Unnilpentium og i en del litteratur Hahnium, er det 105. grundstof i det periodiske system, og har det kemiske symbol Db: Dette radioaktive overgangsmetal findes ikke i naturen, men kan kun fremstilles i uhyre små mængder i laboratorier.

## Egenskaber
Dubniums kemiske egenskaber er blevet studeret ved hjælp af termogaskromatografi gennem en årrække, og har fundet at dubnium danner de halider og oxyhalider der er typiske for et gruppe 5-grundstof; DbCl5, DbBr5, DbOCl3 og DbOBr3. Litteratur om de tidligste af disse eksperimenter omtaler oftest dubnium som hahnium.

## Fremstilling af dubnium
Som en række andre meget tunge isotoper har man indtil nu kun kunne fremstille uhyre små mængder af dubnium "ad gangen"; enten ved at lade kerner af en (som regel relativt let) isotop ramme en noget tungere kerne ved høj fart, eller ved radioaktivt henfald af andre meget tunge kerner.

## Historie
Forskere ved det Forenede institut for kerneforskning i Dubnia i det daværende Sovjetunionen var de første der meddelte at have fremstillet grundstoffet med atomnummer 105 omkring 1968-1970: De havde sporet stoffet ved hjælp af termogaskromatografi, efter at have "bombarderet" isotopen 243Am med ioner af 22Ne, og derved skabt isotoperne med henholdsvis 260 og 261 nukleoner. Sidst i april 1970 kunne et forskerhold ved University of California, Berkeley også skabe den ene af disse isotoper, dog brugte de 249Cf, som blev truffet af 15N. De mente desuden at kunne konstatere at den dannede 260Db henfaldt ved alfastråling med en halveringstid på 1,6 sekunder – dette kunne dog ikke underbygges af det sovjetiske forskerholds data.

### Strid om navngivningen
Dmitrij Mendelejev gav det på hans tid uopdagede grundstof på plads nr. 105 i sit periodiske system navnet eka-tantal, men de to konkurrerende forskerhold havde hver sit forslag: Amerikanerne ville kalde det nye grundstof Hahnium, med Ha som det kemiske symbol, efter den tyske videnskabsmand Otto Hahn – og for en tid vandt dette navn en vis udbredelse i amerikansk og vestlig litteratur. Russerne foreslog Nielsbohrium, med symbolet Ns, efter den danske atomfysiker Niels Bohr.
I mange år løste IUPAC denne navnestrid med det midlertidige navn unnilpentium og symbolet Unp. I 1994 bragte IUPAC så et andet, "neutralt" navn og symbol på banen; Joliotium, Jl. Dette løste dog ikke problemet, og først i 1997 blev man enige om en løsning med navne for grundstofferne fra nummer 104 (rutherfordium) til 107 (bohrium).

## Isotoper af dubnium
Man kender 16 isotoper af dubnium, som alle er radioaktive: Blandt dem skiller 268Db sig ud med en halveringstid på mellem 25 og 43 timer – de fleste andre henfalder på ganske få sekunder, evt. millisekunder.